# Sisyrina qiong
Sisyrina qiong là một loài côn trùng trong họ Sisyridae thuộc bộ Neuroptera. Loài này được C.-k. Yang & Gao miêu tả năm 2002.